# هنري انتشويت
هنري انتشويت (بالفرنسية: Henri Antchouet)‏ (2 أغسطس 1979 الغابون - ) هو لاعب كرة قدم غابوني، يلعب كمهاجم، شارك في كأس الأمم الأفريقية 2000.

## روابط خارجية
- هنري انتشويت على موقع الاتحاد الدولي (مؤرشف)  (الإنجليزية)
- هنري انتشويت على موقع قاعدة بيانات كرة القدم.إي يو (الإنجليزية)
- هنري انتشويت على موقع ناشيونال فوتبول تيمز (الإنجليزية)
- هنري انتشويت على موقع Soccerway.com (الإنجليزية)
- هنري انتشويت على موقع عالم كرة القدم.نت (الإنجليزية)